# Етанерцепт
Етанерцепт (англ. Etanercept, лат. Etanerceptum) — синтетичний препарат, який є химерним рекомбінантним білком p75Fc рецептора фактора некрозу пухлини та фрагменту Fc людського імуноглобуліна G 1, та застосовується підшкірно. Перший прототип химерного білка рецептору фактору некрозу пухлини синтезований на початку 90-х років ХХ століття групою дослідників на чолі з Брюсом Бетлером у Південно-Західному медичному центрі Техаського університету в Далласі. Дослідники виявили високу активність нової сполуки як інгібітора фактору некрозу пухлини. Дослідники запатентували препарат, та продали права на нього біотехнологічній компанії «Immunex», яка пізніше стала частиною компанії «Amgen», яка й розпочала випуск препарату в 1998 році. У 2017 році компанія «Sandoz» отримала схвалення Європейського агентства з лікарських засобів біологічного аналога етанерцепту.

## Фармакологічні властивості
Механізм дії препарату полягає у зв'язуванні етанерцепту із молекулою фактору некрозу пухлини, що призводить до інактивації цієї молекули та її нездатності зв'язатися з рецептором. Етанерцепт також пригнічує біологічну активність лімфотоксину (ФНП-бета) — цитокіну, який використовує подібні рецептори, що й ФНП-альфа. Етанерцепт відрізняється від інших інгібіторів ФНО, які є моноклональними антитілами (зокрема, інфліксімаба, адалімумаба та голімумаба) тим, що при його застосуванні не відбувається лізису клітин, які втягнуті до запального процесу. Це має значення у відмінності дії цих препаратів при захворюваннях, де морфологічною основою запального процесу є гранульома. Етарнецепт, на відміну від адалімумаба та інфліксімаба, неефективний при хворобі Крона, саркоїдозі та синдромі Вегенера, оскільки він не руйнує гранульом. які є основою цих захворювань. Проте етарнерцепт також не руйнує гранульом при таких захворюваннях, де вони відіграють захисну роль, зокрема при латентному туберкульозі, що сприяє зменшенню розвитку туберкульозу при застосуванні етанерцепта, на відміну від застосування моноклональних антитіл. Етанерцепт застосовується як самостійний препарат, так і в комбінації з метотрексатом, сульфасалазином, плаквенілом, у лікуванні анкілозуючого спондилоартриту, бляшкового псоріазу та псоріатичного артриту, ревматоїдного артриту (хоча малоефективний при синдромі Фелті), ювенільного ревматоїдного артриту, дерматоміозиту. Препарат рекомендований також вже при дорентгенологічній стадії аксіальної форми анкілозуючого спондилоартриту. Щоправда, етанерцепт малоефективний при синдромі Шегрена, хворобі Крона і неспецифічному виразковому коліті, та синдромі Вегенера. При застосуванні препарату спостерігається менша кількість побічних ефектів, у тому числі менша кількість випадків туберкульозу та злоякісних пухлин.

### Фармакокінетика
Етанерцепт повільно розподіляється в організмі після підшкірного застосування, максимальна концентрація препарату досягається протягом 48 годин після застосування препарату. Біодоступність етанерцепту становить 76 %. Етанерцепт проникає через плацентарний бар'єр та виділяється в грудне молоко. Метаболізм препарату мало досліджений, імовірно етанерцепт, як і більшість біологічних препаратів. метаболізується в ретикулоендотеліальній системі. Етанерцепт виводиться з організму з сечею. Період напіввиведення препарату з організму становить 70 годин, і цей час не змінюється при печінковій та нирковій недостатності, а також у хворих різних вікових груп.

## Покази до застосування
Етанерцепт застосовується при ревматоїдному артриті, ювенільному ревматоїдному артриті, анкілозуючому спондилоартриті, бляшковому псоріазі та псоріатичному артриті.

## Побічна дія
При застосуванні етанерцепту побічні ефекти спостерігаються рідше, ніж при застосуванні моноклональних антитіл — інгібіторів фактору некрозу пухлини. Найчастіше при застосуванні препарату спостерігаються місцеві реакції в місці ін'єкції, загальна слабкість, інфеції верхніх дихальних шляхів або сечовидільної системи. Хоча й рідше, ніж при застосуванні моноклональних антитіл, побічним явищем при застосуванні етанерцепту може бути розвиток злоякісних пухлин. Іншими побічними ефектами препарату є:
- Алергічні реакції та з боку шкірних покривів — висипання на шкірі, свербіж шкіри, еритема шкіри, гарячка, дерматит, загостення псоріазу, набряк Квінке, кропив'янка, синдром Стівенса-Джонсона, синдром Лаєлла, вовчаковий синдром, лімфаденопатія, бронхоспазм.
- З боку травної системи — нудота, блювання, біль у животі, холецистит, панкреатит, апендицит, токсичний гепатит, шлунково-кишкова кровотеча.
- З боку нервової системи — головний біль, запаморочення, нервозність, сонливість, втрати свідомості, тривожність, амнезія, депресія, судоми, ішемія мозку, демієлінізуючі захворювання нервової системи (у тому числі синдром Гієна-Барре), увеїт.
- З боку серцево-судинної системи — артеріальна гіпертензія або гіпотензія, серцева недостатність, інфаркт міокарду, тромбоз глибоких вен, тромбофлебіт, васкуліт.
- З боку опорно-рухового апарату — бурсит, міозит.
- З боку дихальної системи — інтерстиційне захворювання легень.
- З боку сечостатевої системи — сечокам'яна хвороба, мембранозна гломерулопатія.
- Інфекційні ускладнення — сепсис, реактивація латентних інфекцій, (включаючи туберкульоз, герпетичні інфекції та інші бактеріальні, грибкові, вірусні та протозойні інфекції), абсцеси, флегмони, інші інфекції шкіри, септичний артрит.
- Зміни в лабораторних аналізах — анемія, тромбоцитопенія, лейкопенія, нейтропенія, панцитопенія, апластична анемія.
- Інші побічні ефекти — утворення аутоантитіл, у дітей — цукровий діабет першого типу.

## Протипокази
Етанерцепт протипоказаний при застосуванні при підвищеній чутливості до препарату, сепсисі або високій імовірності його розвитку, важких активних (у тому числі хронічних) інфекціях, вагітності та годуванні грудьми.

## Форми випуску
Етанерцепт випускається у вигляді ліофілізату для приготування розчину у флаконах по 10 або 25 мг, та розчину для ін'єкцій у вигляді ручки або шприца по 25 і 50 мг.